# Mayo-Sava
Mayo-Sava är ett departement i Kamerun.   Det ligger i regionen Nordligaste regionen, i den norra delen av landet, 900 km norr om huvudstaden Yaoundé. Antalet invånare är 348 890.